# Protomelas krampus
Protomelas krampus (лат.) — вид пресноводных лучепёрых рыб рода Protomelas семейства цихловых (Cichlidae), обнаруженный в озере Малави.

## Происхождение названия
Видовое название происходит от злого духа Крампуса, который сажает непослушных детей в мешок и съедает их или бросает в море.

## Морфология
Зубы не в два ряда, а в один. Нижние зубы направлены отвесно вверх, а у Protomelas spilopterus наклонены вперёд. Предположительно, Protomelas spilopterus вообще не один вид, а комплекс видов.

## Питание
Хищная рыба набрасывается сверху на цихлид и ударяет, а икра выскакивает из пасти у цихлид и поедается хищной рыбой.